# Journée internationale pour l'élimination de la discrimination raciale
La journée internationale pour l'élimination de la discrimination raciale est célébrée chaque année le 21 mars. Ce jour-là, en 1960, la police ouvre le feu et tue 69 personnes lors d'une manifestation pacifique à Sharpeville, en Afrique du Sud, contre les lois de l'Apartheid, (en l’occurrence, les passeports raciaux intérieurs. En proclamant la Journée internationale, en 1966, l'Assemblée générale des Nations unies appelle la communauté internationale à redoubler d'efforts pour éliminer toutes formes de discrimination raciale,.

## Journée des droits de l'homme en Afrique du Sud - le 21 mars

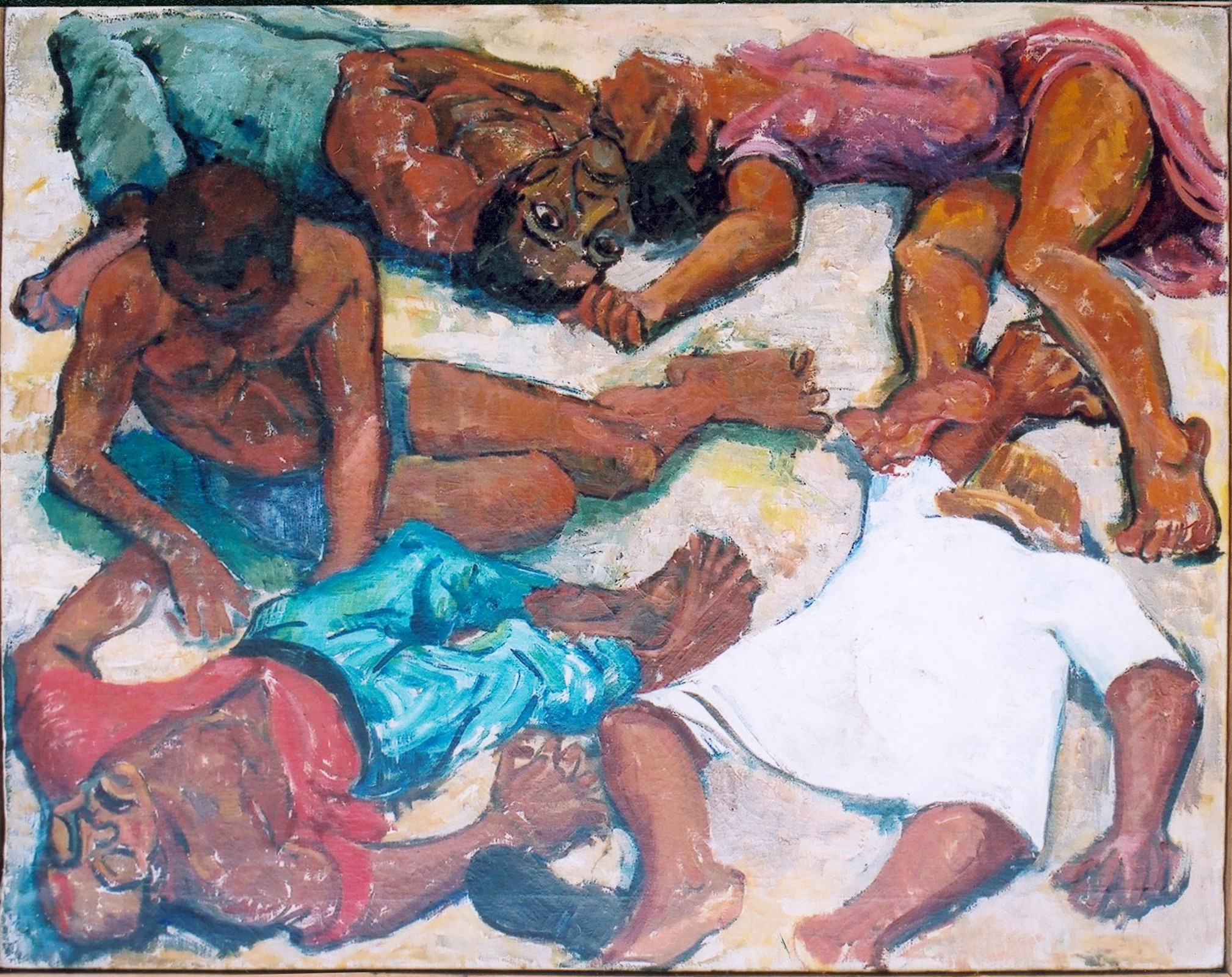
Peinture du massacre de Sharpeville, Afrique du Sud (21 mars 1960). Elle est actuellement conservée au consulat d'Afrique du Sud à Londres.

En Afrique du Sud, la Journée des droits de l'homme est un jour férié, célébré le 21 mars de chaque année. Cette journée commémore les vies perdues à se battre pour la démocratie et l'égalité des droits en Afrique du Sud durant le régime Apartheid (régime qui soutient la discrimination raciale). Le massacre de Sharpeville, pendant l'Apartheid, le 21 mars 1960, est le jour de référence notamment pour ce jour férié.

## Marche Gabriel-Commanda

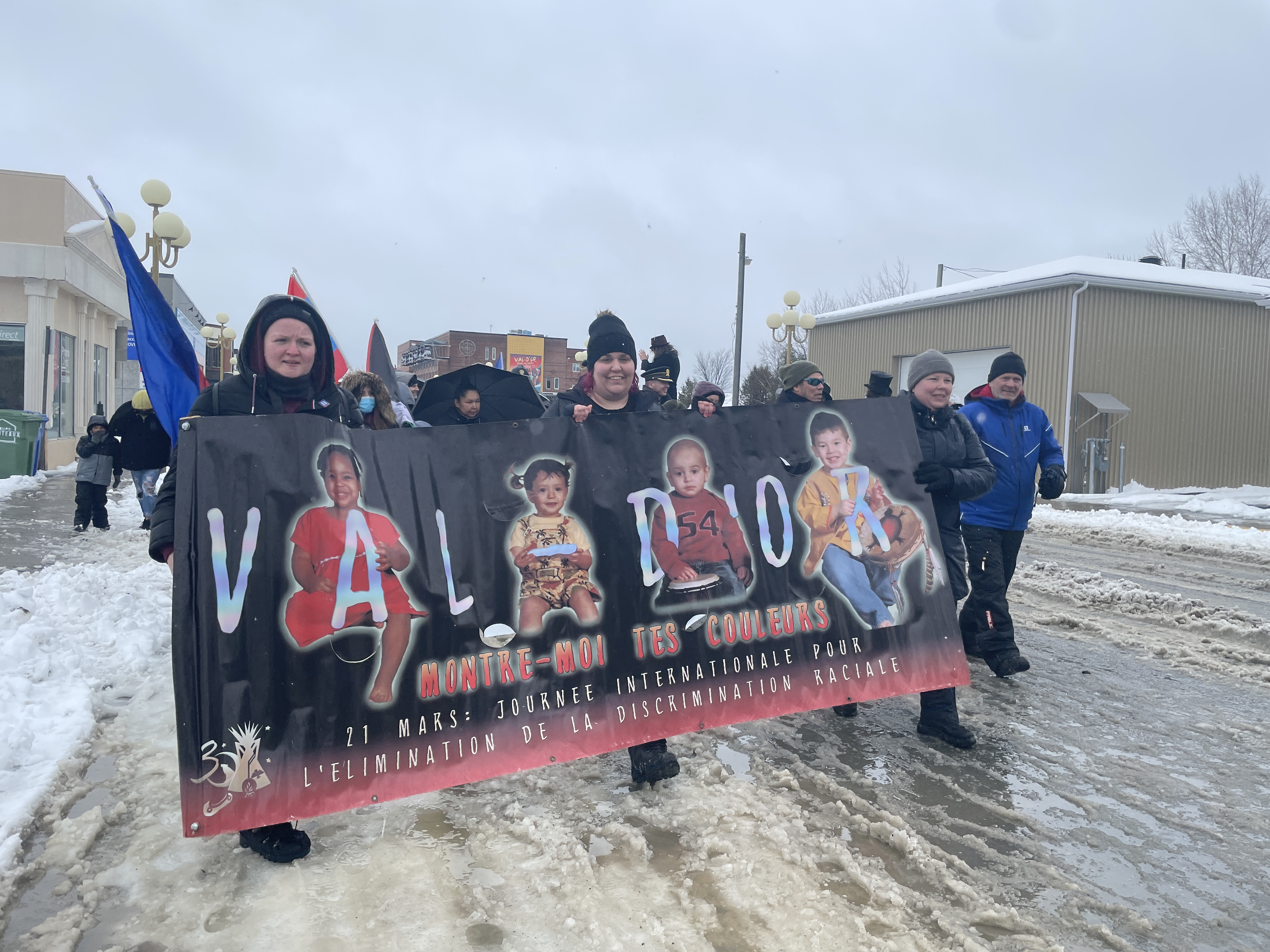
Marche Gabriel-Commanda à Val-d'Or, en mars 2022

Depuis 2002, le Centre d'amitié autochtone de Val-d'Or souligne la Journée internationale pour l'élimination de la discrimination raciale en organisant la Marche Gabriel-Commanda. Cette marche a été nommée en l’honneur de   l'Algonquin Gabriel Commanda, originaire de Kitigan Zibi, qui a contribué aux relations harmonieuses entre les Autochtones et les allochtones dans l'histoire de Val-d'Or. 